# Linda Nosková
Linda Nosková (ur. 17 listopada 2004 we Vsetínie) – czeska tenisistka, mistrzyni juniorskiego French Open 2021 w grze pojedynczej.

## Kariera tenisowa
W karierze wygrała sześć singlowych oraz jeden deblowy turniej rangi ITF. 26 sierpnia 2024 zajmowała najwyższe miejsce w rankingu singlowym WTA Tour – 25. pozycję, natomiast 3 października 2022 osiągnęła najwyższą lokatę w deblu – 160. miejsce.
W 2021 roku podczas French Open wygrała turniej w grze pojedynczej dziewcząt, pokonując w finale Erikę Andriejewą.

## Historia występów wielkoszlemowych
Legenda
     W, wygrany turniej
     F, przegrana w finale
     SF, przegrana w półfinale
     QF, przegrana w ćwierćfinale
     xR, przegrana w x rundzie
     Qx, przegrana w x rundzie kwalifikacji
     A, brak startu
     NH, turniej nie odbył się

### Występy w grze pojedynczej
| Australian Open        | A | A    | A   | A  | Q1 | QF | 1R | 0 / 2 | 4 – 2 |  |  |  |  |  |  |  |  |  |  |  |  |  |  |  |  |  |
| French Open            | A | A    | A   | 1R | 2R | 2R | 1R | 0 / 4 | 2 – 4 |  |  |  |  |  |  |  |  |  |  |  |  |  |  |  |  |  |
| Wimbledon              | A | NH   | A   | A  | 1R | 2R | 4R | 0 / 3 | 4 – 3 |  |  |  |  |  |  |  |  |  |  |  |  |  |  |  |  |  |
| US Open                | A | A    | A   | 1R | 2R | 1R |    | 0 / 3 | 1 – 3 |  |  |  |  |  |  |  |  |  |  |  |  |  |  |  |  |  |
|                        |   |      |     |    |    |    |    |       |       |  |  |  |  |  |  |  |  |  |  |  |  |  |  |  |  |  |
| Ranking na koniec roku | – | 1027 | 317 | 91 | 41 | 26 |    | 0 / 9 | 9 – 9 |  |  |  |  |  |  |  |  |  |  |  |  |  |  |  |  |  |

### Występy w grze podwójnej
| Australian Open        | A    | A    | A   | A   | A   | 2R | 1R | 0 / 2  | 1 – 2  |  |  |  |  |  |  |  |  |  |  |  |  |  |  |  |  |  |  |
| French Open            | A    | A    | A   | A   | 2R  | 2R | 1R | 0 / 3  | 2 – 3  |  |  |  |  |  |  |  |  |  |  |  |  |  |  |  |  |  |  |
| Wimbledon              | A    | NH   | A   | A   | 1R  | 1R | 1R | 0 / 3  | 0 – 3  |  |  |  |  |  |  |  |  |  |  |  |  |  |  |  |  |  |  |
| US Open                | A    | A    | A   | 2R  | 2R  | 1R |    | 0 / 3  | 2 – 3  |  |  |  |  |  |  |  |  |  |  |  |  |  |  |  |  |  |  |
|                        |      |      |     |     |     |    |    |        |        |  |  |  |  |  |  |  |  |  |  |  |  |  |  |  |  |  |  |
| Ranking na koniec roku | 1221 | 1192 | 502 | 180 | 198 | 65 |    | 0 / 11 | 5 – 11 |  |  |  |  |  |  |  |  |  |  |  |  |  |  |  |  |  |  |

### Występy w grze mieszanej
Linda Nosková nigdy nie startowała w rozgrywkach gry mieszanej podczas turniejów wielkoszlemowych.

## Finały turniejów WTA
| Legenda                   | Legenda |
| ------------------------- | ------- |
| Wielki Szlem              |         |
| Igrzyska olimpijskie      |         |
| WTA Tour Championships    |         |
| od 2021                   |         |
| WTA 1000 (obowiązkowe)    |         |
| WTA 1000 (nieobowiązkowe) |         |
| WTA 500                   |         |
| WTA 250                   |         |
| WTA 125                   |         |

### Gra pojedyncza 4 (1–3)
| Końcowy wynik | Nr | Data             | Turniej   | Nawierzchnia | Przeciwniczka   | Wynik finału  |
| ------------- | -- | ---------------- | --------- | ------------ | --------------- | ------------- |
| Finalistka    | 1. | 8 stycznia 2023  | Adelaide  | Twarda       | Aryna Sabalenka | 3:6, 6:7(4)   |
| Finalistka    | 2. | 7 sierpnia 2023  | Praga     | Twarda       | Nao Hibino      | 4:6, 1:6      |
| Zwyciężczyni  | 1. | 24 sierpnia 2024 | Monterrey | Twarda       | Lulu Sun        | 7:6(6), 6:4   |
| Finalistka    | 3. | 26 lipca 2025    | Praga     | Twarda       | Marie Bouzková  | 6:2, 1:6, 3:6 |

### Gra podwójna 2 (0–2)
| Końcowy wynik | Nr | Data             | Turniej  | Nawierzchnia   | Partnerka         | Przeciwniczki                        | Wynik finału |
| ------------- | -- | ---------------- | -------- | -------------- | ----------------- | ------------------------------------ | ------------ |
| Finalistka    | 1. | 11 lutego 2024   | Abu Zabi | Twarda         | Heather Watson    | Sofia Kenin Bethanie Mattek-Sands    | 4:6, 6:7(4)  |
| Finalistka    | 2. | 20 kwietnia 2025 | Rouen    | Ceglana (hala) | Irina Chromaczowa | Aleksandra Krunić Sabrina Santamaria | 0:6, 4:6     |

## Finały turniejów ITF
| turnieje z pulą nagród 100 000 $ |
| turnieje z pulą nagród 80 000 $  |
| turnieje z pulą nagród 60 000 $  |
| turnieje z pulą nagród 40 000 $  |
| turnieje z pulą nagród 25 000 $  |
| turnieje z pulą nagród 15 000 $  |

### Gra pojedyncza 7 (6–1)
| Rezultat     |    | Data       | Turniej           | ($)     | Naw.          | Przeciwniczka             | Wynik            |
| Finalistka   | 1. | 28/02/2021 | Szarm el-Szejk    | 15 000  | Twarda        | Shalimar Talbi            | 3:6, 6:2, 3:6    |
| Zwyciężczyni | 1. | 21/03/2021 | Bratysława        | 15 000  | Twarda (hala) | Tereza Smitková           | 4:6, 7:6(4), 7:5 |
| Zwyciężczyni | 2. | 28/03/2021 | Bratysława        | 15 000  | Twarda (hala) | Iva Primorac              | 6:3, 7:6(4)      |
| Zwyciężczyni | 3. | 29/08/2021 | Przerów           | 60 000  | Ceglana       | Alexandra Cadanțu-Ignatik | 6:7(2), 6:4, 6:3 |
| Zwyciężczyni | 4. | 28/11/2021 | Milovice          | 25 000  | Twarda (hala) | Nikola Bartůňková         | 6:3, 6:4         |
| Zwyciężczyni | 5. | 02/04/2022 | Croissy-Beaubourg | 60 000  | Twarda (hala) | Léolia Jeanjean           | 6:3, 6:4         |
| Zwyciężczyni | 6. | 10/07/2022 | Versmold          | 100 000 | Ceglana       | Ysaline Bonaventure       | 6:1, 6:3         |

### Gra podwójna 5 (1–4)
| Rezultat     |    | Data       | Turniej    | ($)    | Naw.          | Partnerka            | Przeciwniczki                                 | Wynik          |
| Finalistka   | 1. | 23/10/2021 | Netanja    | 25 000 | Twarda        | Fanny Östlund        | Lina Glushko Shavit Kimchi                    | 4:6, 2:6       |
| Finalistka   | 2. | 27/11/2021 | Milovice   | 25 000 | Twarda (hala) | Maja Chwalińska      | Sakura Hosogi Misaki Matsuda                  | 6:3, 2:6, 8–10 |
| Finalistka   | 3. | 29/01/2022 | Manacor    | 25 000 | Twarda        | Tereza Mihalíková    | Fernanda Contreras Gómez Andrea Lázaro García | 1:6, 4:6       |
| Finalistka   | 4. | 04/02/2022 | Manacor    | 25 000 | Twarda        | Tereza Mihalíková    | Fernanda Contreras Gómez Andrea Lázaro García | 1:6, 6:3, 6–10 |
| Zwyciężczyni | 1. | 26/02/2022 | Nur-Sułtan | 60 000 | Twarda        | Jekatierina Makarowa | Anna Sisková Marija Timofiejewa               | 6:2, 6:3       |

## Występy w igrzyskach olimpijskich

### Gra pojedyncza
| Runda                                                                   | Przeciwniczka    | Wynik    |
| ----------------------------------------------------------------------- | ---------------- | -------- |
|                                                                         |                  |          |
| Letnie Igrzyska Olimpijskie w Paryżu 2024, reprezentując państwo Czechy |                  |          |
| I runda                                                                 | Chiny: Wang Xiyu | 3:6, 3:6 |

### Gra podwójna
| Runda                                                                   | Partnerka        | Przeciwniczki                                                                | Wynik             |
| ----------------------------------------------------------------------- | ---------------- | ---------------------------------------------------------------------------- | ----------------- |
|                                                                         |                  |                                                                              |                   |
| Letnie Igrzyska Olimpijskie w Paryżu 2024, reprezentując państwo Czechy |                  |                                                                              |                   |
| I runda                                                                 | Karolína Muchová | Indywidualni sportowcy neutralni: Jekatierina Aleksandrowa / Jelena Wiesnina | 2:6, 7:6(5), 10–6 |
| II runda                                                                | Karolína Muchová | Stany Zjednoczone: Coco Gauff / Jessica Pegula [1]                           | 2:6, 6:4, 10–5    |
| Ćwierćfinał                                                             | Karolína Muchová | Chińskie Tajpej: Hsieh Su-wei / Tsao Chia-yi                                 | 1:6, 6:4, 14–12   |
| Półfinał                                                                | Karolína Muchová | Włochy: Sara Errani / Jasmine Paolini                                        | 3:6, 2:6          |
| O brązowy medal                                                         | Karolína Muchová | Hiszpania: Cristina Bucșa / Sara Sorribes Tormo                              | 2:6, 2:6          |

## Finały juniorskich turniejów wielkoszlemowych

### Gra pojedyncza (1)
| Końcowy wynik | Rok  | Turniej     | Nawierzchnia | Przeciwniczka    | Wynik finału |
| Zwyciężczyni  | 2021 | French Open | Ceglana      | Erika Andriejewa | 7:6(3), 6:3  |